# 日本の鉄道駅一覧 す-そ
| あ | い | う-え   | お        | か    | き | く-け |
| こ | さ | し-しも | しや-しん | す-そ | た | ち-て |
| と | な | に      | ぬ-の     | は    | ひ | ふ-ほ |
| ま | み | む-も   | や-わ行   |       |    |       |

日本の鉄道駅一覧 す-そは、日本の鉄道駅のうち、す、せ、そで始まるものの一覧である。

## す
- 水郷駅（すいごうえき）
- 瑞光四丁目駅（ずいこうよんちょうめえき）
- 水前寺駅（すいぜんじえき）
- 水前寺公園停留場（すいぜんじこうえんていりゅうじょう）
- 水族館口停留場（すいぞくかんぐちていりゅうじょう）
- 吹田駅 (JR西日本)（すいたえき・西日本旅客鉄道東海道本線）
- 吹田駅 (阪急)（すいたえき・阪急千里線）
- 吹田貨物ターミナル駅（すいたかもつターミナルえき）
- 水天宮前駅（すいてんぐうまええき）
- 水道町停留場（すいどうちょうていりゅうじょう）
- 水道橋駅（すいどうばしえき）
- 水原駅（すいばらえき）
- 陶駅（すええき・高松琴平電気鉄道琴平線）
- 須恵駅（すええき・九州旅客鉄道香椎線）
- すえたちばな駅
- 須恵中央駅（すえちゅうおうえき）
- 末続駅（すえつぎえき）
- 末恒駅（すえつねえき）
- 末野原駅（すえのはらえき）
- 末広駅（すえひろえき）
- 末広町停留場 (北海道)（すえひろちょうていりゅうじょう・函館市企業局交通部本線）
- 末広町駅 (東京都)（すえひろちょうえき・東京地下鉄銀座線）
- 末広町駅 (神奈川県)（すえひろちょうえき・神奈川臨海鉄道浮島線）
- 末広町停留場 (富山県)（すえひろちょうていりゅうじょう・万葉線高岡軌道線）
- 周防久保駅（すおうくぼえき）
- 周防佐山駅（すおうさやまえき）
- 周防下郷駅（すおうしもごうえき）
- 周防高森駅（すおうたかもりえき）
- 周防花岡駅（すおうはなおかえき）
- 須賀駅（すかえき）
- 菅尾駅（すがおえき）
- 須賀川駅（すかがわえき）
- 須ヶ口駅（すかぐちえき）
- 菅野駅（すがのえき）
- 巣鴨駅（すがもえき）
- 巣鴨新田停留場（すがもしんでんていりゅうじょう）
- 菅谷駅（すがやえき）
- 杉河内駅（すぎかわちえき）
- 杉崎駅（すぎさきえき）
- 杉田駅 (福島県)（すぎたえき・東日本旅客鉄道東北本線）
- 杉田駅 (神奈川県)（すぎたえき・京急本線）
- 杉戸高野台駅（すぎとたかのだいえき）
- 杉塘停留場（すぎどもていりゅうじょう）
- 杉並町停留場（すぎなみちょうていりゅうじょう）
- 杉原駅（すぎはらえき）
- 杉本町駅（すぎもとちょうえき）
- 杉山駅（すぎやまえき）
- 宿毛駅（すくもえき）
- スクリーン駅
- 助信駅（すけのぶえき）
- 巣子駅（すごえき）
- 須佐駅（すさえき）
- 須坂駅（すざかえき）
- 須崎駅（すさきえき）
- 洲先駅（すざきえき）
- 周参見駅（すさみえき）
- 逗子駅（ずしえき）
- 逗子・葉山駅（ずし・はやまえき）
- 鈴鹿駅（すずかえき）
- すずかけ台駅（すずかけだいえき）
- 鈴鹿サーキット稲生駅（すずかサーキットいのうえき）
- 鈴鹿市駅（すずかしえき）
- 鈴木町駅（すずきちょうえき）
- すすきの駅（札幌市営地下鉄南北線）
- すすきの停留場（札幌市電山鼻線・都心線）
- 雀田駅（すずめだえき）
- 雀宮駅（すずめのみやえき）
- 鈴蘭台駅（すずらんだいえき）
- 鈴蘭台西口駅（すずらんだいにしぐちえき）
- すずらんの里駅（すずらんのさとえき）
- 周船寺駅（すせんじえき）
- 裾野駅（すそのえき）
- 隅田駅（すだえき）
- 須津駅（すどえき）
- 砂川駅（すながわえき）
- 砂川七番駅（すながわななばんえき）
- 砂田橋駅（すなだばしえき）
- 須波駅（すなみえき）
- 洲原駅（すはらえき・長良川鉄道越美南線）
- 須原駅（すはらえき・東海旅客鉄道中央本線）
- 周布駅（すふえき）
- スペースワールド駅
- スポーツ公園駅（スポーツこうえんえき）
- スポーツセンター駅
- 須磨駅（すまえき）
- 須磨浦公園駅（すまうらこうえんえき）
- 須磨海浜公園駅（すまかいひんこうえんえき）
- 須磨寺駅（すまでらえき）
- 澄川駅（すみかわえき）
- 墨染駅（すみぞめえき）
- 隅田川駅（すみだがわえき）
- 住ノ江駅（すみのええき）
- 住之江公園駅（すみのえこうえんえき）
- 住道駅（すみのどうえき）
- 住吉駅 (東京都)（すみよしえき・都営地下鉄新宿線・東京地下鉄半蔵門線）
- 住吉停留場 (大阪府)（すみよしていりゅうじょう・阪堺電気軌道阪堺線・上町線）
- 住吉駅 (阪神)（すみよしえき・阪神本線）
- 住吉駅 (JR西日本・神戸新交通)（すみよしえき・西日本旅客鉄道東海道本線・神戸新交通六甲アイランド線）
- 住吉停留場 (長崎県)（すみよしていりゅうじょう・長崎電気軌道本線・赤迫支線）
- 住吉駅 (熊本県)（すみよしえき・九州旅客鉄道三角線）
- 住吉大社駅（すみよしたいしゃえき）
- 住吉町駅（すみよしちょうえき）
- 住吉通停留場（すみよしどおりていりゅうじょう）
- 住吉鳥居前停留場（すみよしとりいまえていりゅうじょう）
- 住吉東駅（すみよしひがしえき）
- 須屋駅（すやえき）
- 摺沢駅（すりさわえき）
- 駿河小山駅（するがおやまえき）
- 駿河徳山駅（するがとくやまえき）
- 諏訪駅（すわえき）
- 諏訪神社停留場（すわじんじゃていりゅうじょう）
- 諏訪町駅（すわちょうえき）
- 諏訪川原停留場（すわのかわらていりゅうじょう）
- 諏訪ノ平駅（すわのたいらえき）
- 諏訪ノ森駅（すわのもりえき）
- 寸座駅（すんざえき）

## せ
- 聖愛中高前駅（せいあいちゅうこうまええき）
- 青函トンネル記念館駅（せいかんトンネルきねんかんえき）
- 清輝橋停留場（せいきばしていりゅうじょう）
- 静修学園前停留場（せいしゅうがくえんまえていりゅうじょう）
- 成城学園前駅（せいじょうがくえんまええき）
- 西湘貨物駅（せいしょうかもつえき）
- 西神中央駅（せいしんちゅうおうえき）
- 西神南駅（せいしんみなみえき）
- 聖蹟桜ヶ丘駅（せいせきさくらがおかえき）
- 勢浜駅（せいはまえき）
- 整備場駅（せいびじょうえき）
- 西武園駅（せいぶえんえき）
- 西武園ゆうえんち駅（せいぶえんゆうえんちえき）
- 西武球場前駅（せいぶきゅうじょうまええき）
- 西武新宿駅（せいぶしんじゅくえき）
- 西武立川駅（せいぶたちかわえき）
- 西武秩父駅（せいぶちちぶえき）
- 西武柳沢駅（せいぶやぎさわえき）
- 清峰高校前駅（せいほうこうこうまええき）
- 聖マリア病院前駅（せいマリアびょういんまええき）
- 清明駅（せいめいえき）
- 清流新岩国駅（せいりゅうしんいわくにえき）
- 清流みはらし駅（せいりゅうみはらしえき・臨時）
- 清陵高校前停留場（せいりょうこうこうまえていりゅうじょう）
- 清和学園前停留場（せいわがくえんまえていりゅうじょう）
- 関駅 (岐阜県)（せきえき・長良川鉄道越美南線）
- 関駅 (三重県)（せきえき・西日本旅客鉄道関西本線）
- 関ケ原駅（せきがはらえき）
- 関川駅（せきがわえき）
- 関口駅（せきぐちえき）
- 積志駅（せきしえき）
- 関下有知駅（せきしもうちえき）
- 関市役所前駅（せきしやくしょまええき）
- 赤十字病院前停留場（せきじゅうじびょういんまえていりゅうじょう）
- 赤十字前駅（せきじゅうじまええき）
- せきてらす前駅（せきてらすまええき）
- 関都駅（せきとえき）
- 関富岡駅（せきとみおかえき）
- 関根駅（せきねえき）
- 関ノ宮駅（せきのみやえき）
- 関目駅（せきめえき）
- 関目成育駅（せきめせいいくえき）
- 関目高殿駅（せきめたかどのえき）
- 関屋駅 (新潟県)（せきやえき・東日本旅客鉄道越後線）
- 関屋駅 (奈良県)（せきやえき・近鉄大阪線）
- 関山駅（せきやまえき）
- 膳所駅（ぜぜえき）
- 瀬々串駅（せせくしえき）
- 膳所本町駅（ぜぜほんまちえき）
- 瀬田駅 (滋賀県)（せたえき・西日本旅客鉄道東海道本線）
- 瀬田駅 (熊本県)（せたえき・九州旅客鉄道豊肥本線）
- 瀬高駅（せたかえき）
- 世田谷駅（せたがやえき）
- 世田谷代田駅（せたがやだいたえき）
- 清児駅（せちごえき）
- 接岨峡温泉駅（せっそきょうおんせんえき）
- 摂待駅（せったいえき）
- 摂津駅（せっつえき・大阪モノレール本線）
- 摂津市駅（せっつしえき）
- 摂津富田駅（せっつとんだえき）
- 摂津本山駅（せっつもとやまえき）
- 瀬戸駅（せとえき）
- 瀬戸石駅（せといしえき）
- 瀬戸口駅（せとぐちえき）
- 瀬戸市駅（せとしえき）
- 瀬戸市役所前駅（せとしやくしょまええき）
- 瀬戸瀬駅（せとせえき）
- 銭函駅（ぜにばこえき）
- 瀬野駅（せのえき）
- 瀬上駅（せのうええき）
- 妹尾駅（せのおえき）
- 洗馬駅（せばえき）
- 瀬辺地駅（せへじえき）
- 瀬見温泉駅（せみおんせんえき）
- 瀬峰駅（せみねえき）
- 瀬谷駅（せやえき）
- 勢野北口駅（せやきたぐちえき）
- 世良田駅（せらだえき）
- 膳駅（ぜんえき）
- 泉岳寺駅（せんがくじえき）
- 千川駅（せんかわえき）
- 仙川駅（せんがわえき）
- 仙巌園駅（せんがんえんえき）
- 善行駅（ぜんぎょうえき）
- せんげん台駅（せんげんだいえき）
- 浅間町駅（せんげんちょうえき）
- 前後駅（ぜんごえき）
- 善光寺駅（ぜんこうじえき）
- 善光寺下駅（ぜんこうじしたえき）
- 千石駅（せんごくえき）
- 前栽駅（せんざいえき）
- 仙崎駅（せんざきえき）
- 銭座町停留場（ぜんざまちていりゅうじょう）
- 善師野駅（ぜんじのえき）
- 千住大橋駅（せんじゅおおはしえき）
- 千丈駅（せんじょうえき）
- 禅昌寺駅（ぜんしょうじえき）
- 千畳敷駅（せんじょうじきえき）
- 千頭駅（せんずえき）
- 洗足駅（せんぞくえき）
- 洗足池駅（せんぞくいけえき）
- 千旦駅（せんだえき）
- センター北駅（センターきたえき）
- センター南駅（センターみなみえき）
- 仙台駅（せんだいえき・東日本旅客鉄道東北新幹線・東北本線・仙山線・仙石線・仙台市地下鉄南北線・東西線）
- 川内駅 (鹿児島県)（せんだいえき・九州旅客鉄道九州新幹線・鹿児島本線・肥薩おれんじ鉄道線）
- 仙台貨物ターミナル駅（せんだいかもつたーみなるえき）
- 仙台北港駅（せんだいきたこうえき）
- 仙台空港駅（せんだいくうこうえき）
- 仙台港駅（せんだいこうえき）
- 仙台西港駅（せんだいにしこうえき）
- 仙台埠頭駅（せんだいふとうえき）
- 千平駅（せんだいらえき）
- 千駄ケ谷駅（せんだがやえき）
- 千駄木駅（せんだぎえき）
- 千丁駅（せんちょうえき）
- 善通寺駅（ぜんつうじえき）
- 善導寺駅（ぜんどうじえき）
- 千徳駅（せんとくえき）
- 洗馬橋停留場（せんばばしていりゅうじょう）
- 千林駅（せんばやしえき）
- 千林大宮駅（せんばやしおおみやえき）
- 泉福寺駅（せんぷくじえき）
- 仙北町駅（せんぼくちょうえき）
- 千本駅（せんぼんえき）
- 千厩駅（せんまやえき）
- 千里丘駅（せんりおかえき）
- 千里中央駅（せんりちゅうおうえき）
- 千里山駅（せんりやまえき）
- 潜竜ヶ滝駅（せんりゅうがたきえき）

## そ
- 早雲山駅（そううんざんえき）
- 早雲の里荏原駅（そううんのさとえばらえき）
- 桑園駅（そうえんえき）
- 草加駅（そうかえき）
- 寒河駅（そうごえき）
- 総合運動公園駅（そうごううんどうこうえんえき）
- 総合リハビリセンター駅（そうごうリハビリセンターえき）
- 宗吾参道駅（そうごさんどうえき）
- 雑司が谷駅（ぞうしがやえき）
- 雑色駅（ぞうしきえき）
- 総持寺駅（そうじじえき）
- 総社駅（そうじゃえき）
- 蔵宿駅（ぞうしゅくえき）
- 崇城大学前駅（そうじょうだいがくまええき）
- 崇禅寺駅（そうぜんじえき）
- 造田駅（ぞうだえき）
- 宗太郎駅（そうたろうえき）
- 宗道駅（そうどうえき）
- 崇福寺停留場（そうふくじていりゅうじょう）
- 相武台下駅（そうぶだいしたえき）
- 相武台前駅（そうぶだいまええき）
- 相馬駅（そうまえき）
- 沢入駅（そうりえき）
- 添田駅（そえだえき）
- 蘇我駅（そがえき）
- 磯鶏駅（そけいえき）
- 曽山寺駅（そさんじえき）
- ソシオ流通センター駅（ソシオりゅうつうセンターえき）
- 祖師ヶ谷大蔵駅（そしがやおおくらえき）
- 曽谷駅（そだにえき）
- 袖ケ浦駅（そでがうらえき）
- 袖崎駅（そでさきえき）
- 曽根駅 (大阪府)（そねえき・阪急宝塚本線）
- 曽根駅 (兵庫県)（そねえき・西日本旅客鉄道山陽本線）
- 曽根田駅（そねだえき）
- 園駅（そのえき）
- 彼杵駅（そのぎえき）
- 園田駅（そのだえき）
- 園部駅（そのべえき）
- 曽波神駅（そばのかみえき）
- 蘇原駅（そはらえき・東海旅客鉄道高山本線）
- 楚原駅（そはらえき・三岐鉄道北勢線）